# 印度共产党
印度共产党，简称印共（CPI），是印度的一个共產主義政党。

## 历史
1920年10月17日，马纳本德·纳特·罗易在苏联塔什干建立印度共产主义小组，最初只有10人。1925年12月26日，印度共产党在坎普尔正式成立。1933年12月，建立全国性政党。1934年，被宣布为非法。在第二次世界大战中，支持英国开展反法西斯战争，1942年，获得合法地位。战后积极参加议会选举。1946年7月。在安得拉邦特伦甘纳地区开始了持续5年的农民武装斗争。1951年10月，全国代表会议决定采取合法的议会斗争。在人民院选举中，1952年得23席，1957年获29席。1957年—1959年，在喀拉拉邦执政。1964年，发生重大分裂，以E·M·S·南布迪里巴德、普查拉帕利·孙达拉雅、乔蒂·巴苏为首的一派另建印度共产党（马克思主义），以什里帕德·阿姆里特·丹吉为首的一派（即“丹吉集团”）沿用印共名称。该党曾认为印度是中等发达资本主义国家，印度国民大会党是民族资产阶级左翼，可以通过无产阶级和资产阶级共同领导，经过民族民主革命阶段，过渡到社会主义；把联合国大党，争取在各邦乃至中央建立联合阵线政府作为主要任务；主张实行非教派主义、工业化、大型工业国有化和土地改革。1967年3月－1969年10月，参加喀拉拉邦联合政府。1970年，在国大党支持下在喀拉拉邦执政。1977年国大党大选受挫后，开始改变政策，采取反对国大党的国内政策，密切与印共（马）的关系，建立“左翼阵线”。1980年4月，党内支持国大党的一派另组全印共产党；同年5月，丹吉加入全印共产党，并任总书记。1980、1982、1986年和1991年印共先后参加印共（马）为首的喀拉拉邦和西孟加拉邦政府。目前，印共的实力低于印共（馬）。

## 历任总书记和主席
| 任次 | 肖像 | 姓名                     | 任期                         |
| ---- | ---- | ------------------------ | ---------------------------- |
| 1    |      | 萨奇达南德·维什努·加特   | 1925年—1933年                |
| 2    |      | 甘加达尔·阿迪卡里        | 1933年—1935年                |
| 3    |      | 普兰·昌德·乔希           | 1936年—1948年                |
| 4    |      | B. T. 拉纳迪韦           | 1948年—1950年                |
| 5    |      | 钱德拉·拉杰斯瓦拉·拉奥   | 1950年—1951年，1964年—1990年 |
| 6    |      | 阿约艾·高士              | 1951年—1962年                |
| 主席 |      | 什里帕德·阿姆里特·丹吉   | 1962年—1981年                |
| 7    |      | E·M·S·南布迪里巴德       | 1962年—1964年                |
| 8    |      | 英德拉吉特·古普塔        | 1990年—1996年                |
| 9    |      | 阿尔登杜·布尚·巴尔丹     | 1996年—2012年                |
| 10   |      | 苏拉瓦拉姆·苏达卡尔·雷迪 | 2012年—2019年                |
| 11   |      | D·拉贾                   | 2019年至今                   |